# Melvin Imoudu
Melvin Athohame Michael Imoudu (Schwedt, 27 de enero de 1999) es un deportista alemán que compite en natación, especialista en el estilo braza. Ganó dos medallas en el Campeonato Europeo de Natación de 2024, oro en 100 m braza y plata en 4 × 100 m estilos mixto.

## Palmarés internacional
| Campeonato Europeo | Campeonato Europeo | Campeonato Europeo | Campeonato Europeo      |
| Año                | Lugar              | Medalla            | Prueba                  |
| ------------------ | ------------------ | ------------------ | ----------------------- |
| 2024               | Belgrado (Serbia)  | Medalla de oro     | 100 m braza             |
| 2024               | Belgrado (Serbia)  | Medalla de plata   | 4 × 100 m estilos mixto |